# Zéaglo
Zéaglo  è una città e sottoprefettura della Costa d'Avorio appartenente al dipartimento di Bloléquin. Conta una popolazione di 18 664 abitanti (censimento 2014).